# Calvia quatuordecimguttata
Calvia quatuordecimguttata là một chi bọ cánh cứng trong họ Coccinellidae. Chúng được tìm thấy ở Ireland và Anh quốc.